# Wrzecionkowate
Wrzecionkowate (Ecnomidae) – rodzina owadów wodnych z rzędu chruścików (Trichoptera). W Polsce występuje tylko jeden gatunek – Ecnomus tenellus. Larwy tego gatunku występują w jeziorach i rzekach nizinnych, budują lejkowate sieci łowne, które umiejscawiane są między kamieniami i roślinami wodnymi. Larwy są drapieżne, zjadają nicienie, wioślarki, wodopójki i larwy jętek.